# Kenny Doughty
Kenny Doughty, född 27 mars 1975 i Barnsley, är en brittisk skådespelare.
Doughty har bland annat medverkat i TV-serierna Ett fall för Vera och Stella. Han har även medverkat i filmen En julsaga från 1999.

## Filmografi (i urval)
- 1999 – En julsaga
- 2012–2013 – Stella (TV-serie)
- 2015–2023 – Ett fall för Vera (TV-serie)
- 2025 – The Au Pair (TV-serie)